# Dette nationale
La dette nationale est le cumul de la dette publique et des dettes privées (entreprises et ménages) d'un pays.

## Dette nationale des États-Unis
Aux États-Unis la dette nationale représentait 499 % du revenu national en 2008, contre 186 % en 1957.
|                             | 1957 | 2007  |
| --------------------------- | ---- | ----- |
| État (fédéral)              | 75%  | 80 %  |
| État (municipal)            | 20 % | 20 %  |
| Entreprises non financières | 45 % | 90 %  |
| Entreprises financières     | 5 %  | 150 % |
| Ménages                     | 45 % | 120 % |